# Saint-Exupéry (település)
Saint-Exupéry egy francia település Gironde megyében az Aquitania régióban. Lakosainak száma 169 fő (2022. január 1.).

## Története
A település neve Szent Exupér, a 4. században élt toulouse-i püspök nevére megy vissza. A faluból származtak a híres francia író, Antoine de Saint-Exupéry középkori felmenői, akik innen kapták a nevüket.

## Adminisztráció
Polgármesterek:
- 2008–2020 Thierry Gourgues

## Demográfia
| Lakosok száma | 144  | 120  | 109  | 149  | 160  | 165  | 168  | 168  | 169  | 169  |
|               | 1968 | 1982 | 1990 | 2006 | 2013 | 2015 | 2017 | 2019 | 2020 | 2022 |